# غول دي روجر
غول دي روجر (باليابانية: ゴール・D・ロジャ بالروماجي: Gōru dī Rojā)، ويعرف باسم غولد روجر (باليابانية:ゴールド・ロジャ بالروماجي: Gudrudo Rojā)، وهي شخصية خيالية من المانغا والأنمي ون بيس. كان غول دي روجر يعتبر ملك القراصنة، وقبطان قراصنة روجر على سفينته أورو جاكسون الوحيدة وهو مالك أكبر وأكثر كنز أسطوري، الذي تركه بشكل كامل في قطعة واحدة (ومن هنا جاء اسم ون بيس) في الجزيرة الأخيرة في محيط الخط العظيم الأسطوري. وقد كان أيضًا والد بورتغاس دي إيس، شقيق مونكي دي لوفي بالتبني.
قد تكون قصته مستندة على القرصان الحقيقي كاليكو جاك واسمه مأخوذ من علم القراصنة: جولي روجر. كما أنه يعتقد أن شخصيته مستوحاة من القرصان الفرنسي أوليفييه ليفاسور. ومع ذلك فإن اسمه قد يكون مستوحى من أثنين من القراصنة الإنجليز القدامى وهما: بينجامين هورنغولد، وودز روجرز.

## حياته
ولد في لوجو تاون (بلدة البداية والنهاية). روجر كَانَ مشهورَ كالرجل الذي فعل الشيء الذي لا يمكن لأحد أن يفعله وهو فَتحَ الخَطَّ الكبيرَ (Grand Line). حتى قبل اكتشافه، هو كَانَ الرجلَ الوحيدَ الذي حقاً لَمْ يَخَفْ أخطارَ الخَطِّ الكبير حتى بالتحذيراتِ حول السُفنِ التي لم تعد من ذلك المحيطِ، هو لَمْ يهتم وفي الحقيقة، هو قال إن هذا السبب في ذهابه إلى الخط الكبير. كان جرئَ جداً، وأولئك الذين يَشْهدونَ إعدامَه يَدّعون بأنّه أبتسم ابتسامةً عريضة مباشرةً قبل موته.

صورة ل غول دي روجر مبتسما لحظة إعدامه

شخصية روجر تُعلّقُ في أغلب الأحيان مِن قِبل الناسِ الذين عَرفوه بأنه يَكُونَ مشابه لشخصية مونكي دي لوفي.

## علاقاته

### الطاقم
على ما يبدو أن غول دي روجر كان على علاقة وطيدة مع طاقمه وخاصةً مع سيلفر رايلي، نائبه ويده اليمنى، وصف شخصية قائده بالرائعة والعظيمة. وما يوحي بعظمته لدى طاقمه; هو بكاء كل من شانكس وباجي المهرج عندما شاهدا إعدامه قبل 20 سنة في لوغتاون، كما ظهر أن بكائهما كان مريرًا جدًا.
من غير المعروف إذا ما كان لدى أفراد طاقم غول دي روجر أية أبناء عدا قائدهم، حيث أنه لم يرّد أي تصريح علني أو تلميح من الكاتب على أرض الواقع أو من خلال إحدى الشخصيات في المانغا أو الأنمي «حتى الآن» عن وجود أطفال لأفراد الطاقم. غول دي روجر أراد كسائر الآباء أن يرث ابنه جزءا ولو رمزيا منه، لكن بورتغاس دي إيس قد بغضه جدا ولم يرق له حتى سماع اسمه للحظة. في بادئ الأمر لم يعرف إذا ما كان لغول دي روجر ابن لكن - نقلًا عن مونكي دي جارب (جد لوفي) - سينجوكو قد أخبر الطاقم بوجود ابن لقائدهم.

### الأصدقاء
معظم الشخصيات التي تكلمت عن لقائها الشخصي به لم يذكروا أي جانب سلبي وما قالوه مجرد تعليقات لطيفة وإيجابية عنه. وعلى ما يبدو أنه قد صنع عدة أصدقاء خلال رحلته.
- جان فول: لقد صادق روجر فارس السماء جان فول طوال رحلته في جزيرة السماء سكايبيا، وقد ترك بعض الكلمات المحفورة على إحدى البونجليف الذي تبحث عنه نيكو روبينوترك أيضا ذكريات وصفها فول بالرائعة.
- توم: بالطبع روجر وتوم أصدقاء أعزاء بسبب ما فعله توم لروجر وهو بناء السفينة العظيمة «أورو جاكسون»، وقد بنى السفينة من خشب «شجرة الكنز - آدم» [1] وجاء في الأنمي ذكر هذه الشجرة على لسان فرانكي راويا القصة:«كان يا مكان، في قديم الزمان، حرب غير منتهية، إحتدمت على جزيرة، جميع الناس ماتوا، الجزيرة حطمت بوابل من الرصاص ودمر كل شيء لتترك أنقاضا. على كل حال الناس قد عادوا ليبنوا ويعيدوا مجد الأمة بجوار شجرة عملاقة، الشيء الوحيد الذي بقي على حاله، تلك هي آدم».[2]

### الأعداء
- روكس دي زيبيك: عدو روجر اللدود والأصعب، قائد قراصنة الروكس. تقاتل معه في جزيرة وادي الإله قبل 38 سنه (بعد سنتين من تكوين طاقم روكس). قد تعاون كل من غارب وروجر على هزيمة زيبيك وطاقمه المكون من; اللحية البيضاء، كايدو، بيغ مام وغيرهم. وقد نجحا في هزيمته وقتله.
- مونكي دي جارب: كشخص في البحرية، حاول جارب قتل روجر عدة مرات لكن جميعها بائت بالفشل. الثنائي كّن لبعضه احتراما عظيما، وما يدل على ذلك هو ائتمان روجر لغارب على ابنه بورتغاس دي إيس سراً يبقيه بعيداً عن ساحة الإجرام، وأيضا طلب غارب من روجر الاتحاد لهزيمة الطاقم المرعب طاقم الروكس وقد نجحا في بقتل قائده.
- إدوارد نيوجيت/اللحية البيضاء: كان إدوارد منافسا لروجر، ولكنه كان أشبه بالصديق له حيث انه قبل موت روجر وبعد تفكيك طاقمه ذهب روجر لمقابلته حينها عرض عليه أن يخبره بمكان أرض الكنوز لافتيل وسر سلالة الدي، من الجدير بالذكر أن أحد جروح صدر إدوارد سببها مبارزه بينه وبين روجر.
- شيكي: شيكي الاسد الذهبي قد تقاتل مع روجر ذات مرة بما سميت حرب إدد، لاحقا عند صدور خبر موعد إعدام روجر، أبى شيكي ان يقتله بيديه احتراما للمنافسة بينهما، حيث انه اعتبر موت روجر على يد افراد ضعفاء من البحرية سيكون مريعا على روجر، فقام باقتحام مقر البحرية الذي يسمى المارين فورد، وهزم جميع الجنود مسببا جبل من الجثث، تصدى له نائب الادميرال مونكي دي جارب وسينجوكو. سبب ذلك القتال تدمير نصف المقر، ولكنهم تمكنوا من سجنه.

### العائلة
- بورتغاس دي روج: هي خليلة روجر، لكن لم يعرف إذا ما قد تزوجوا بالفعل أم كانت علاقتهم غير شرعية. شوهدت وهي تبكي عندما قرأت خبر وفاة خليلها في الصحيفة. توفت وهي تضع ولدها إيس بسبب الحمل المستمر ل20 شهرا لحماية جنينها من استهداف الحكومة العالمية له كونه ابن ملك القراصنة. وسمته جول دي إيس رغبةَ منها لحمل اسم ابيه والوصول إلى ما كان عليه.
- بورتغاس دي إيس: باختصار ايس قد كره ابيه لكنه يكن له احتراما كبيرا بسبب منصبه ومكانته العالية. ايس قد عانى من حرمان كبير من الحب والحنان من ناحية ابيه لكنه عوض بعض الشيء من قبل جد لوفي غارب. يتشارك ايس وروجر في شيء واحد وهو الغضب والكره الشديدين لأي شيء يهين أو يؤذي حبيب أو قريب، واظهر إيس ذلك عندما أهين اسم والده في عدة مواقف فسخط وقضى على الجميع.

## مظهره
كان رجلا طويلا وما برز فيه هو شاربه الأسود المنحني الاطراف، تعلو وجهه ابتسامة شرسة وجامحة، ونظرته ذات بأس وشدة عظيمة، ورقبته قصيرة وسميكه، شعره كان كثيفا أسود اللون. كأي قراصنة مرموقين كان يرتدي معطف قبطان احمر مميز. في حلقة إسترجاع الذكريات ظهر مرتديا قبعة القش الخاصة بلوفي مما يعني ان روجر منحها لشانكس الذي بدوره اعطاها للوفي بسبب ما رآه من تشابه بين شخصية لوفي وروجر، لايملك أي جرح على جسده، حتى بعد هزيمته لعدوه اللدود روكس دي زيبيك.

## شخصيته
عرّف بشدة البأس وقوة العزيمة حتى ان كل من شهد إعدامه حفر في خلده منظر ابتسامة روجر قبل إعدامه مما يوحي بشخصية ليست بالهينة على المصاعب نفسها حتى! فقد تحدى كل شيء وفتح الحد الكبير وجاب العالم وحصل على كل شيء يحلم به أي شخص. لقد كان سريع الغضب حتى ان قد دمر جيش بلاد بالكامل فقط لأنهم سخروا بأحد افراد طاقمه، حسب وصف جارب فأنه يصبح عنيفا بشكل مفرط عند الغضب ولا يرحم عدوه أبدا. باختصار انه الرجل الذي امتلك القوة والثروة والشهرة ولادة لقب ملك القراصنة جعلت العالم بتذبذب حتى أنه بعد ما عثر روجر على الكنز ارسلت البحريه اساطيلها لتهدئة الأوضاع، أيضا القراصنة في كل مكان أرادوا العثور على روجر وكنزه، قولد روجر اعاد بناء مفهوم القرصنة وأصبح قدوة يحتذى بها لكل نجم جديد صاعد في هذا المحيط الكبير.